# Церковь Казанской иконы Божией Матери (Латное)
Церковь Казанской иконы Божией Матери — приходской храм Семилукского благочиния Воронежской епархии Русской православной церкви в селе Латном Семилукского района Воронежской области.

## История
Первая деревянная Казанская церковь в селе была построена в 1863 году. 15 сентября 1896 года, неподалёку от старой церкви, состоялась закладка нового кирпичного храма в честь коронации Николая II по проекту воронежского архитектора А. А. Кюи. Новая церковь была освящена 22 августа 1905 года во имя Казанской иконы Божией Матери. В храме были установлены и освящены придельные алтари в честь святителя Николая и святых Апостолов Петра и Павла.
Выдержка из Воронежских Епархиальных Ведомостей за 1905 год: 

По внешнему своему виду храм представляет величественное, а по внутреннему – красивое сооружение. Верх храма увенчан пятью главками с позолоченными крестами. Высота храма с крестом 62 аршина, ширина 46 аршин, длина трапезной – 50 аршин. С запада к храму примыкает трёхэтажная колокольня высотою 67 аршин. Внутренность храма устроена со многими отступлениями от обычно принятых способов устройства храма и может представлять собой образец современной техники. Так в нём, несмотря на его обширность, нет ни колонн, ни перегородок. Не видно ни поперечных, ни продольных железных скреп. В окнах вместо железных решёток устроены электрические звонки. Для хранения церковных вещей и денег устроено несколько секретных помещений и ящиков в стенах храма. Вместо иконостасной живописи помещены фрески. Полы устроены с уклоном к алтарю, амвон поднят от пола на 12 вершков. Три входных двери устроены с западной стороны. Иконостасы двухъярусные, из искусственного мрамора, поставлены в ряд с художественной живописью на цинке. Внутренность храма совершенно открыта и ничем не заслонена, таким образом, отовсюду свободно можно видеть богослужение; в храме свободно помещаются 1000 молящихся. Весь храм внутри оштукатурен и окрашен в светло – бирюзовую окраску с различными оттенками по карнизам. Панели окрашены в светло-серую краску.
Возле храма была возведена большая двухэтажная приходская школа.
В советское время была закрыта. В 1930-х годах местные власти пытались её взорвать, но стены, выстроенные из дореволюционного кирпича, даже не дали трещины. Перед Великой Отечественной войной стена храма служила экраном для показа кинофильмов. Немцы появились в Латном летом 1942 года. Церковь они не тронули и даже разрешили проводить службы, а за церковной оградой хоронили своих убитых солдат и офицеров. После войны здание церкви начали понемногу разбирать. В середине 1950-х годах была разобрана полутораметровая стена, листовое железо, которым была покрыта церковь, пошло на крышу дома председателя сельсовета. Были сорваны иконы.
В 1990-х годах, усилиями местного населения, началось восстановление церкви, был организован приходской совет. В настоящее время Казанская Церковь возвращена епархии, проходят службы. Идёт восстановление храма.

## Современный статус
Постановлением администрации Воронежской области № 850 от 14.08.95 г. церковь Казанской иконы Божией Матери в с. Латное является объектом исторического и культурного наследия областного значения.

## Фотографии

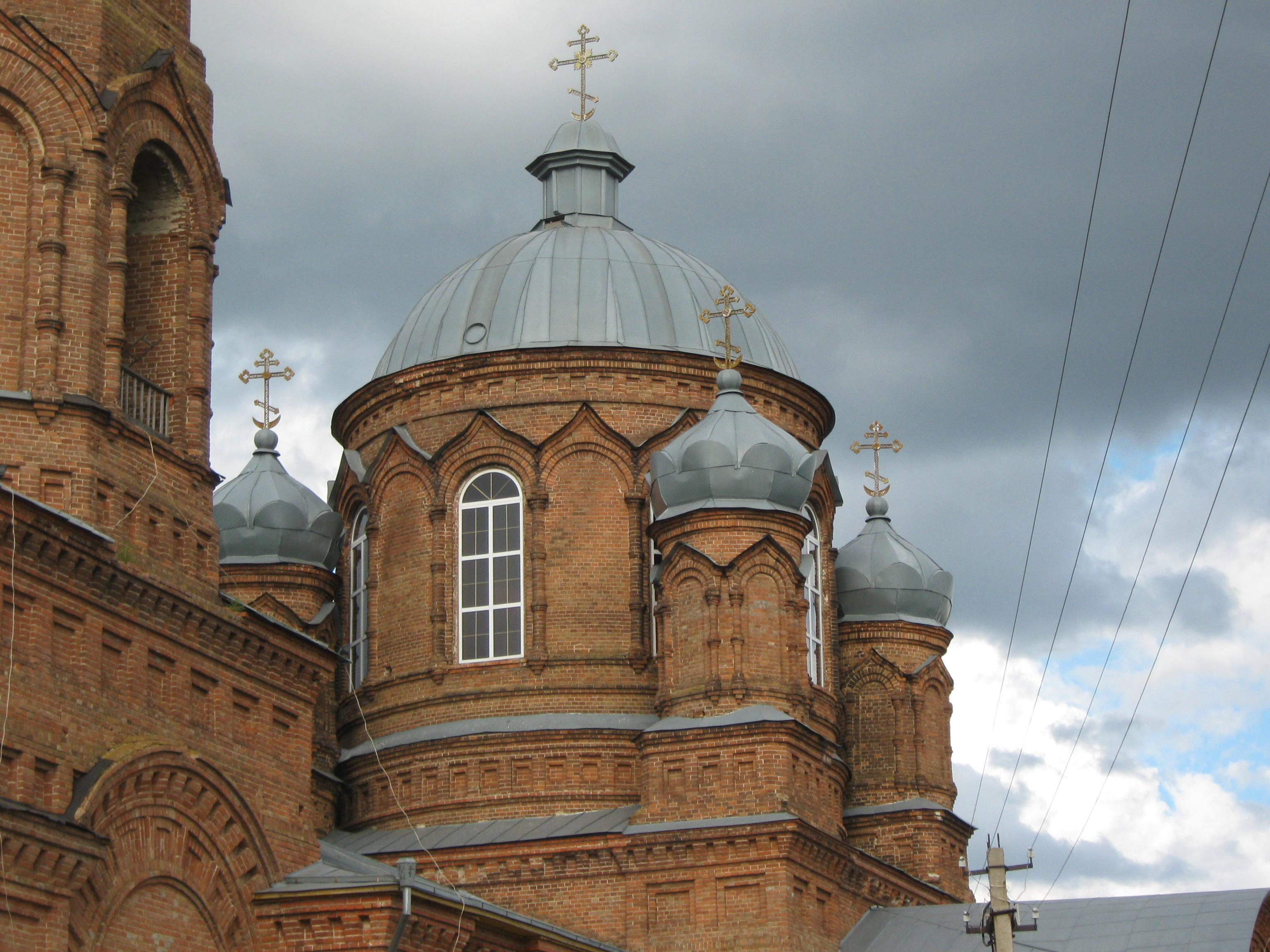
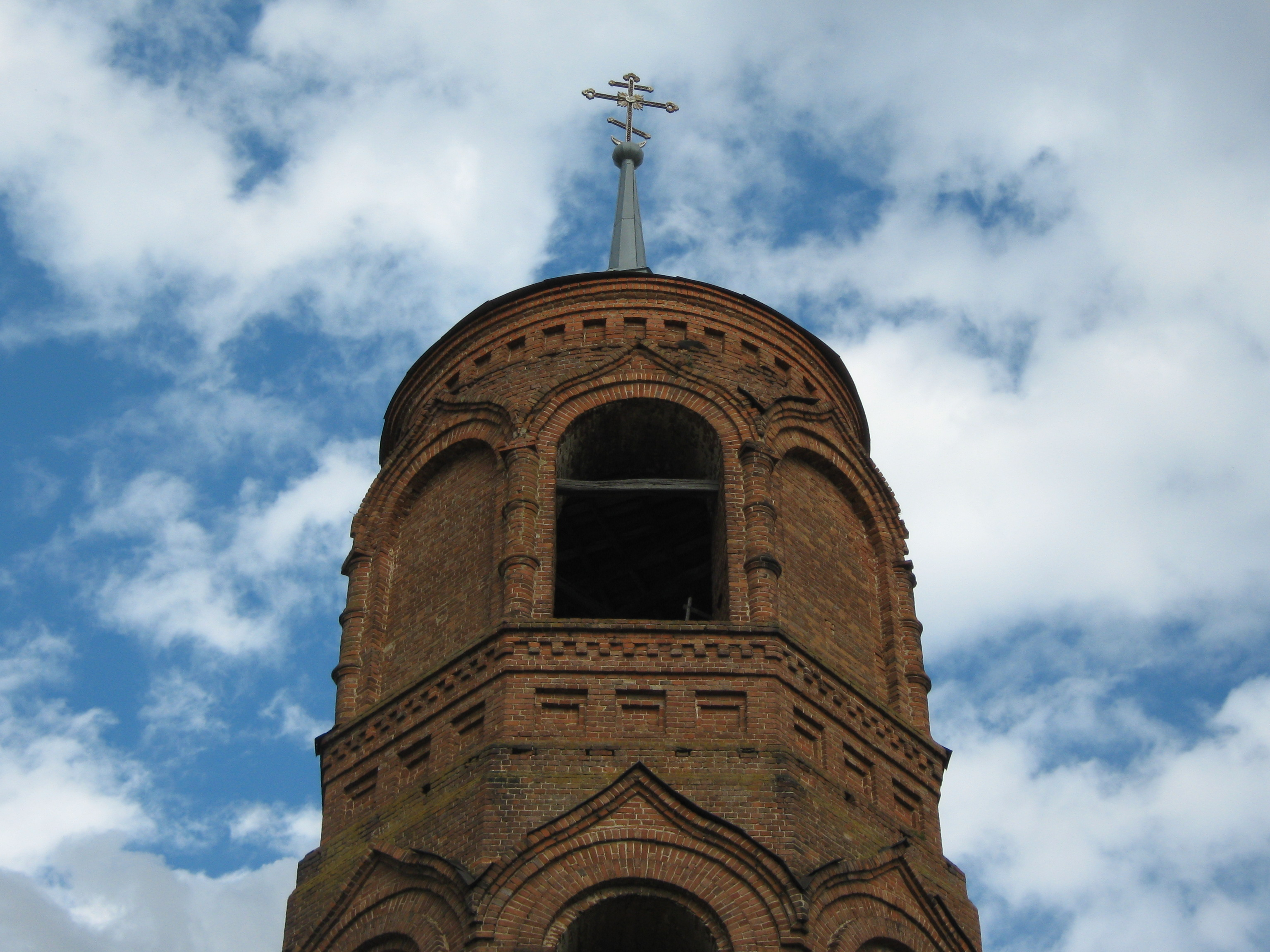
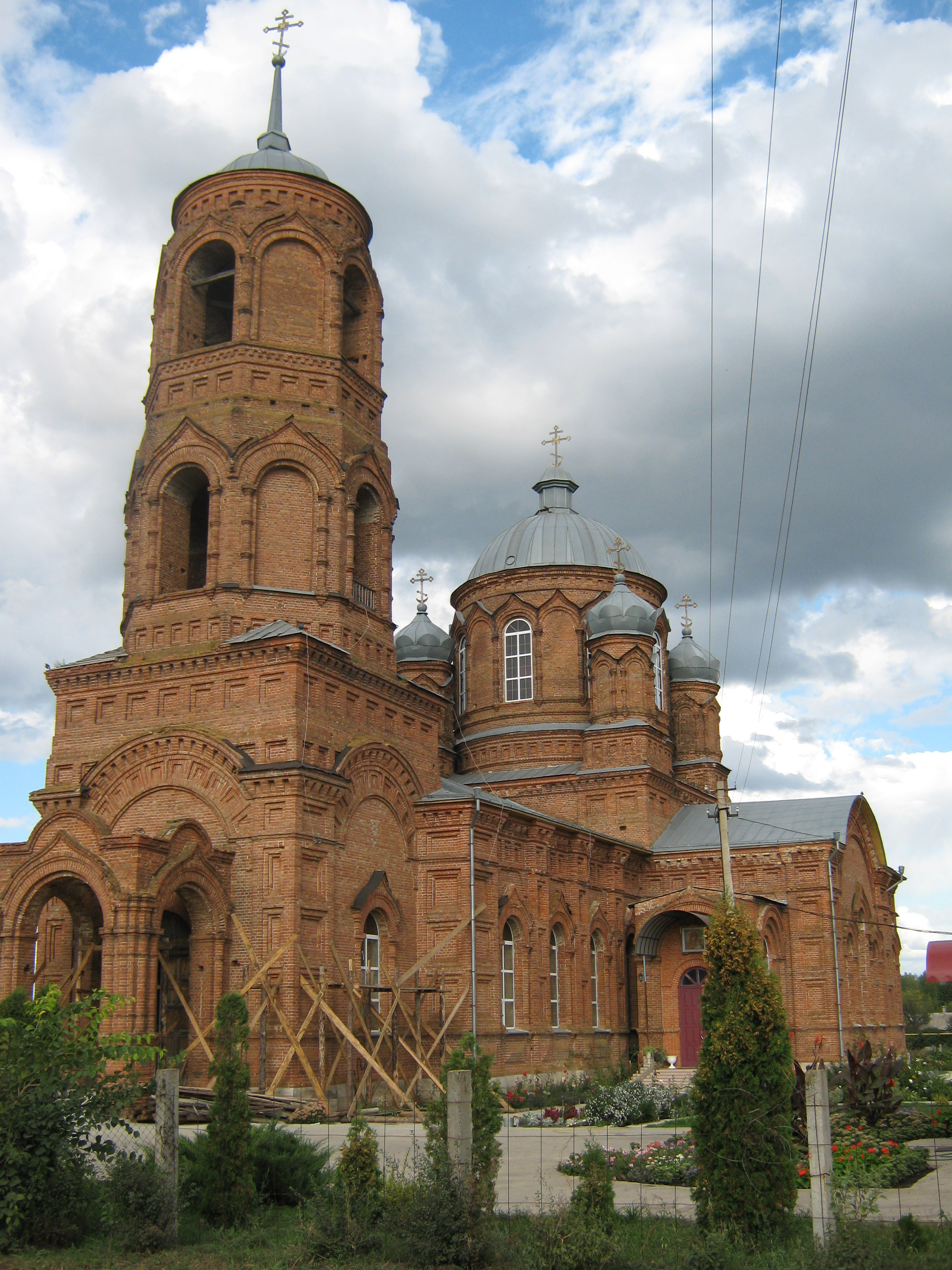